# Trinidad Stadium
Guillermo Prospero Trynidad Stadium (oficjalnie znany jako Complejo Deportivo Guillermo Prospero Trinidad) – wielofunkcyjny stadion w Oranjestad na Arubie. Jest Narodowym Stadionem Aruby, nazwany od Guillermo Trinidada, polityka z tej samej dzielnicy (Dakota). Pierwotnie stadion został nazwany na cześć byłej holenderskiej królowej Wilhelminy, ale nazwa została zmieniona w 1994 roku po zakończonym remoncie. Stadion gości mecze piłkarskie oraz zawody lekkoatletyczne. Ma pojemność około 5000 widzów.